# Lewis Smith
Pour les articles homonymes, voir Smith.
Lewis Smith est un acteur américain né le 1er août 1956 à Chattanooga (Tennessee).

## Filmographie
- 1981 : Sans retour (Southern Comfort) : Stuckey
- 1982 : I Ought to Be in Pictures : un soldat
- 1982 : Love Child, de Larry Peerce : Jesse Chaney
- 1983 : Kentucky Woman (TV) : Spinner Limbaugh
- 1983 : The Final Terror : Boone
- 1984 : Les Aventures de Buckaroo Banzaï à travers la 8e dimension (The Adventures of Buckaroo Banzai Across the 8th Dimension) : Perfect Tommy
- 1985 : Le Garçon qui venait du ciel (The Heavenly Kid) : Bobby Fantana
- 1985 : Nord et Sud ("North and South") (feuilleton TV) : Charles Main
- 1986 : Nord et Sud 2 (feuilleton TV) : Charles Main
- 1987 : Karen's Song (série TV) : Steven Foreman
- 1987 : The Man Who Fell to Earth (TV) : John Dory
- 1988 : Badlands 2005 (TV) : Garson MacBeth
- 1989 : Si Dieu le veut (The Fulfillment of Mary Gray) (TV) : Aaron
- 1991 : Hit man, un tueur (Diary of a Hitman) : Al Zidzyck
- 1993 : La Secte de Waco (In the Line of Duty: Ambush in Waco) (TV) : Robert Williams
- 1994 : Wyatt Earp : Curly Bill Brocius
- 1995 : Texas Justice (TV) : Dennis Church
- 1997 : Une fée bien allumée (Toothless) (TV) : Young Hot Guy
- 1999 : Avalon (Avalon: Beyond the Abyss) (TV) : Frank Stein
- 2003 : Seventh Veil